# Kinderen van het Licht

De vlag van de Kinderen van het Licht

De Kinderen van het Licht zijn een fictieve orde in de epische fantasyserie Het Rad des Tijds, geschreven door de Amerikaanse schrijver Robert Jordan. Deze serie gaat over vijf jonge mensen uit het vredige dorp Emondsveld die het middelpunt worden van een vernietigende reeks gebeurtenissen die de wereld veranderen.
De Kinderen van het Licht is een militante orde met een sterk en rechtlijnig geloof. Zij worden vaak bespot als 'Witmantels', omdat zij zeer in het oog springende witte mantels dragen. Hun blazoen is een gouden zonnekrans op een zilveren veld en hun hoofdkwartier ('de Burcht van het Licht') is gevestigd in Amador te Amadicia. Zij staan onder leiding van de Kapiteinheergebieder, maar ook de Grootinquisiteur en de 'Raad der Gezalfden' hebben veel invloed.
Het doel van de orde is de bestrijding van Duistervrienden. Alles wat zij niet begrijpen en in verband met De Duistere gebracht kan worden beschouwen zij als daden van het kwaad. De Aes Sedai en het geleiden van de Ene Kracht vallen daar ook onder. De schuldvraag staat bij de 'Kinderen van het Licht' niet centraal; het gaat om de bekentenis. Met name de 'Inquisiteurs van de Hand van het Licht' zijn een zeer gevreesde groepering binnen de orde. Deze 'Ondervragers' staan bekend om de martelingen waaraan zij Duistervrienden onderwerpen.
De geschiedenis van de orde gaat terug naar de 'Oorlog van de Honderd Jaren', toen Lothair Mantelar de orde oprichtte. Vervolgens heeft het steeds meer invloed gekregen in 'Wereld van het Rad'. Van een groepering die predikte tegen het duister is het een gevaarlijke militaire organisatie geworden die in vele landen belangen heeft. De politiek van het thuisland Amadicia wordt in 978 NE geheel gecontroleerd door de Kinderen van het Licht en hun Kapiteinheergebieder Pedron Niall.